# Adam Viktora
Adam Viktora, född 6 september 1996, är en seychellisk simmare.
Viktora tävlade för Seychellerna vid olympiska sommarspelen 2016 i Rio de Janeiro, där han blev utslagen i försöksheatet på 50 meter frisim.